# Capuchon du clitoris
Pour les articles homonymes, voir Capuchon.
Le capuchon du clitoris ou prépuce clitoridien (en latin, preputium clitoridis) est un pli de peau qui entoure et protège le gland du clitoris. Il se trouve dans le prolongement supérieur des petites lèvres. Il est l'homologue du prépuce du pénis. Il est situé dans une zone érogène, et sa stimulation joue un rôle important dans les pratiques de masturbation féminine, qui peut varier selon les profils anatomiques[Quoi ?].

## Développement et variation

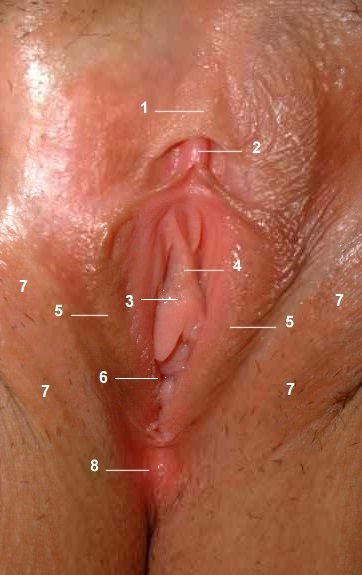
Vulve avec les lèvres écartées. 1. Capuchon du clitoris ; 2. Gland du clitoris ; 3. Méat urétral ; 4. Vestibule vulvaire ; 5. Petites lèvres ; 6. Orifice vaginal ; 7. Grandes lèvres ; 8. Raphé périnéal.

Chez la femme, le capuchon clitoridien est formé au stade fœtal par la lamelle cellulaire. Cette dernière se développe sur le côté dorsal du clitoris puis fusionne avec lui. Le capuchon clitoridien varie en taille, forme et épaisseur. Certaines femmes ont de grands capuchons qui recouvrent complètement le gland clitoridien, d'autres ont des capuchons plus petits qui ne couvrent pas toute la longueur du gland clitoridien, le laissant exposé en permanence.

## Stimulation

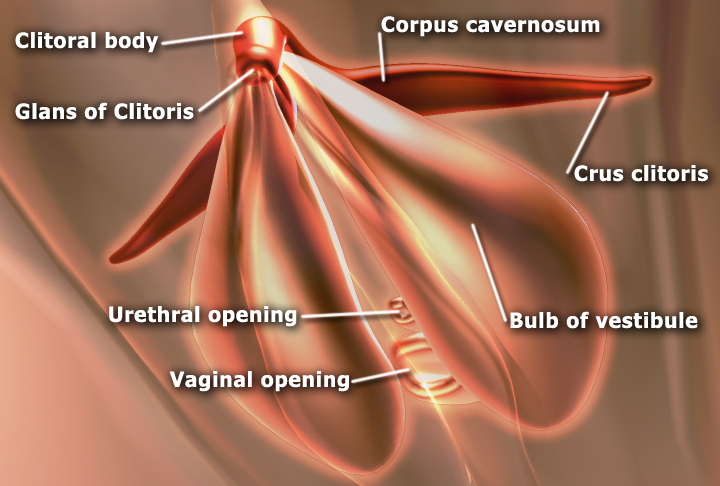
Legende du capuchon de clitoris

Le capuchon clitoridien protège le gland clitoridien. En principe,[pas clair] le gland clitoridien lui-même est trop sensible pour être stimulé directement, comme dans les cas où le capuchon est rétracté.

## Mutilation
L'ablation ou l'excision totale ou partielle du capuchon du clitoris constituent des mutilations génitales féminines. Elles sont illégales dans la plupart des pays du monde, mais continuent d'être pratiquées. La pratique dite du « frottage » du capuchon constitue aussi une mutilation sexuelle ; elle consiste soit à piquer le prépuce avec une aiguille, soit à le frotter avec une compresse antiseptique, un bout de bambou ou une racine de curcuma, comme le veut une tradition séculaire en Indonésie.

## Modification
Le piercing du capuchon clitoridien est un piercing génital féminin possible. Il peut être vertical ou horizontal. Il n’implique pas le perçage du clitoris lui-même.